# حادثه ۲۰۰۹ قطار مسکو-سن پترزبورگ
حادثه قطار مسکو-سن پترزبورگ رخدادی است که در پی از خط خارج شدن قطار شماره ۱۶۶ "نفسکی اکسپرس" در منطقه الشکین-اوگلوفک مابین دو شهر مسکو و سن پترزبورگدر نزدیکی شهر ولوگویه روسیه در ۳۵۰ کیلیومتری شمال مسکو اتفاق افتاد. زمان این حادثه ساعت ۹ و ۳۰ دقیقه به وقت محلی اعلام شده است. در این حادثه ۳۹ نفر کشته و ۸۷ نفر زخمی شدند. به گفته آلکساندر بورتنیکف رئیس سرویس اطلاعات داخلی روسیه این حادثه بر اثر انفجار بمب ۷ کیلوگرمی رخ داده‌است.

## نوع قطار
قطار شماره ۱۶۶ "نفسکی اکسپرس" می‌تواند با سرعت ۲۰۰ کیلومتر در ساعت حرکت کند که مسیر مسکو - سنت پتربورگ را طی ۴ ساعت و نیم می پیماید و معمولاً مورد ترجیح صاحب کاران و بروکراتها می باشد. این ترن دارای ۱۴ واگن و ۶۰۰ مسافر بوده.

## علت حادثه
به نقل از شاهدان عینی، پیش از خروج قطار از ریل صدای انفجار مهیبی شنیده شده است و این در حالی است که تلویزیون دولتی روسیه به نقل از برخی مقامات ناشناس اعلام کرده که در نزدیکی محل حادثه یک فرورفتگی به عمق یک متر ایجاد شده است که احتمال بکارگیری انفجار مواد منجره در این حادثه را قوی‌تر می‌کند.. ماموران تحقیق دادستانی روسیه روز شنبه در بیانیه ای گفتند بقایای بمبی را در محل خارج شدن قطار مسکو-سن پترزبورگ پیدا کرده‌اند.

## مسافران سرشناس
- کشته ها
  - باریس یفستراتیکوف و مهدی انصاریف  مدیران آژانس فدرال ذخایر دولتی روسیه روس رزرو[۴]